# Edwin Kangogo Kimaiyo
 Edwin Kangogo Kimaiyo (1986) is een Keniaanse atleet, die is gespecialiseerd in de marathon.

## Persoonlijke records
| Onderdeel      | Prestatie | Datum             | Plaats  |
| -------------- | --------- | ----------------- | ------- |
| 10 km          | 28.20     | 5 april 2009      | Berlijn |
| 20 km          | 58.31     | 25 september 2011 | Berlijn |
| halve marathon | 1:01.04   | 5 april 2009      | Berlijn |
| 25 km          | 1:13.20   | 25 september 2011 | Berlijn |
| 30 km          | 1:28.38   | 25 september 2011 | Berlijn |
| marathon       | 2:09.50   | 25 september 2011 | Berlijn |

## Palmares

### halve marathon
- 2009: 9e halve marathon van Lille - 1:01.36

### marathon
- 2010: 9e marathon van Enschede - 2:18.41
- 2010:  marathon van Münster
- 2011: 9e marathon van Praag – 2:13.30
- 2011:  marathon van Berlijn – 2:09.50
- 2012: 10e marathon van Seoel - 2:10.29
- 2014: 19e marathon van Dubai - 2:15.20
- 2015:  marathon van Enschede - 2:09.47